# Società svizzera di utilità pubblica

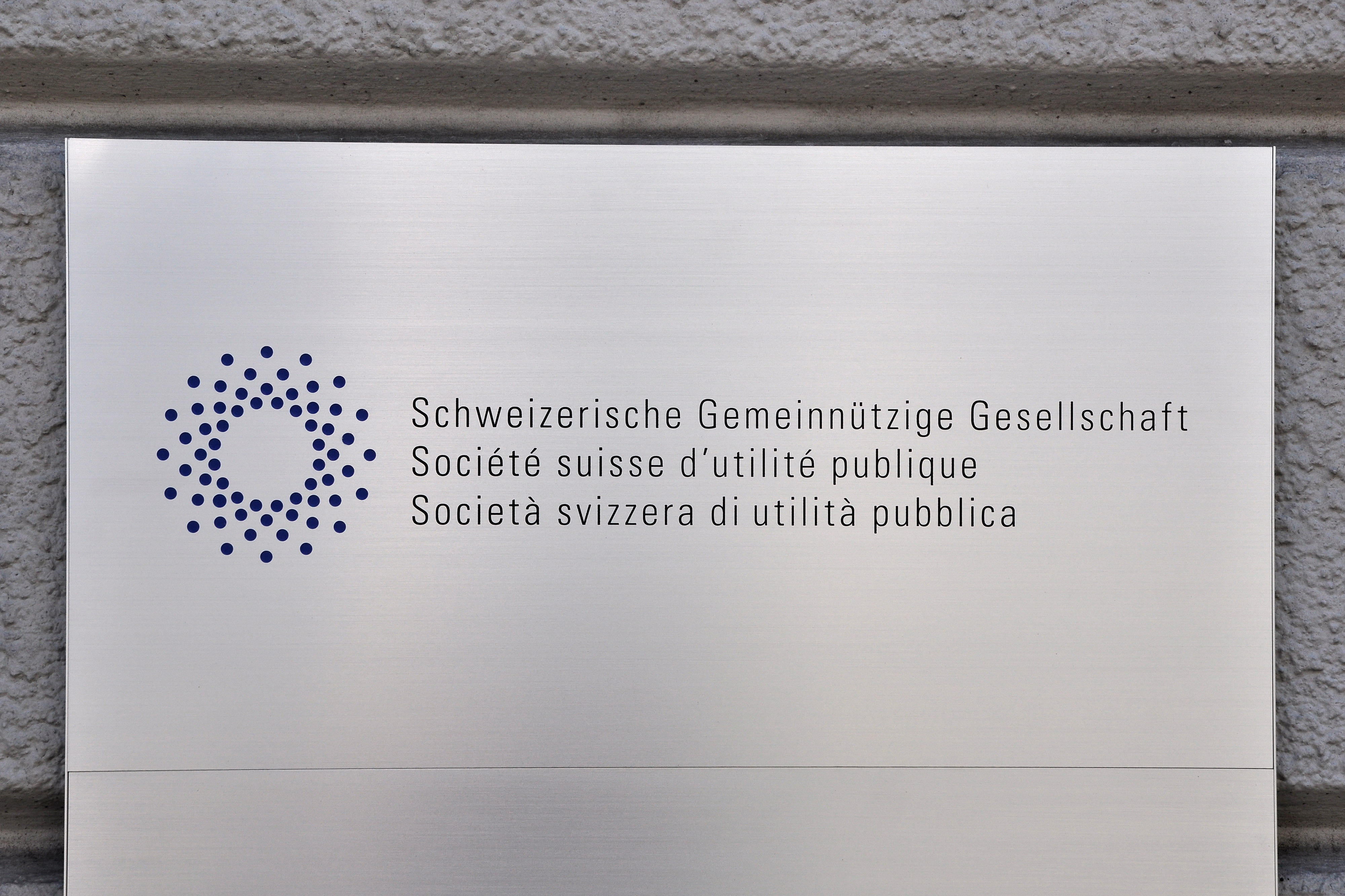
Logo

La società svizzera di utilità pubblica (SSUP) sostiene la coesione sociale in Svizzera attraverso attività di volontariato e beneficenza.
Dal 2001, giornata mondiale del volontariato delle Nazioni Unite, è coinvolta nel lavoro di volontariato nazionale e pubblica l’osservatorio del volontariato.
La società è attiva nei settori dell'istruzione, della sanità pubblica, dell'economia e del lavoro sociale.

## Storia

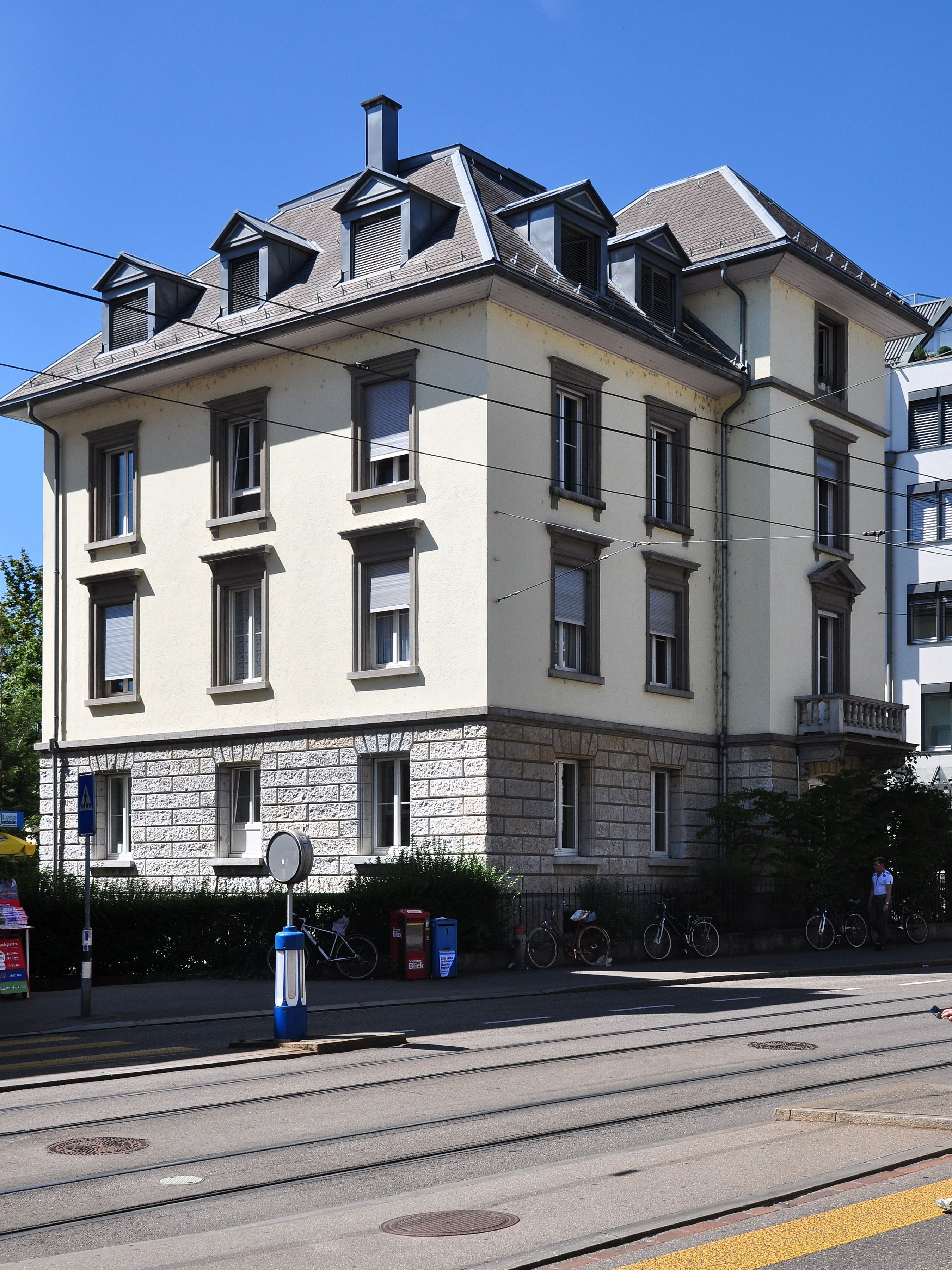
Sede centrale della SSUP a Zurigo-Unterstrass

### Fondazione dell’associazione
La SSUP si considera l’erede della Società Elvetica e persegue gli obiettivi illuministico-patriottici. Il suo modello era la società per il bene e senza scopo di lucro fondata a Basilea nel 1777. La sua attività si è incentrata sul bene comune con particolare attenzione, nei primi decenni dalla sua nascita, alla riduzione della povertà, la promozione dell'istruzione, l'educazione e il progresso economico. I membri liberali della SSUP, di origine riformata e cattolica, promuovevano simposi orientati alla riforma per le élite politiche, economiche e spirituali-pastorali, avendo dunque un sostegno nazionale integrativo e statale.
La SSUP è stata fondata a Zurigo nel 1810 dalla cerchia di amici del medico zurighese Hans Caspar Hirzel, il quale aveva esortato a fondare la Società Svizzera di Soccorso. Con il nome di Schweizerische Gemeinnützige Gesellschaft SGG, Société suisse d'utilité publique SSUP, Società svizzera di utilità pubblica SSUP, Società svizzra ad ütil public (Lingua romancia). Dal 16 maggio 1810, esiste un'associazione ai sensi dell'art. 60. del codice civile svizzero, con sede a Zurigo. Dal punto di vista organizzativo, la SSUP cambiò progressivamente dopo il 1850, diventando un'associazione di dominio statale.

### Solidarietà, povertà e istruzione
A partire dal 1823,, le assemblee generali annuali della SSUP hanno discusso questioni specifiche preparate empiricamente dai membri. I documenti sociopolitici e le discussioni tenute durante questo processo sono stati pubblicati nelle trattative della SSUP e dal 1862 nella gazzetta svizzera dei contributi di beneficenza. L'attuazione pratica delle idee e dei progetti sviluppati nel contesto delle discussioni fu inizialmente portata avanti da mediatori locali e fu sostituita progressivamente dopo il 1830 da un’attività propria.
Nel corso dell'incontro annuale del 1823, Johann Caspar Zellweger presentò una domanda per combattere la povertà con l'istruzione, per cui anche valori come la conoscenza e la moralità dovevano essere promossi. Il vivace dibattito sulla scuola della SSUP ha aperto la strada alla riforma scolastica liberale che ha prevalso in tutta la Svizzera a partire dagli anni '30. Nel 1835, la SSUP istituì una commissione di istruzione per i meno abbienti dedicata alla formazione dei cosiddetti «insegnanti dei poveri». A metà degli anni ’50 dell’Ottocento, grazie alla prima importante eredità, la SSUP costruì il primo istituto di formazione per gli insegnanti del canton Svitto.
La SSUP fu coinvolta nella creazione della Fondazione Solidarietà Svizzera e assunse la guida della campagna elettorale e promosse progetti che sulla coesione interna della confederazione e il mutuo scambio tra le regioni linguistiche.

### Opinione pubblica nel XIX secolo
La SSUP fece la sua prima apparizione pubblica nel 1834 con il coordinamento della raccolta di denaro per le vittime di una catastrofe nelle Prealpi. Con l'acquisto del prato del Grütli nel 1859 e la donazione alla Confederazione svizzera, la SSUP ha creato una reputazione nazionale durevole. Difatti, nel XIX secolo, la SSUP fondò e gestì scuole di formazione e riforma (scuole ausiliarie e speciali) e promosse la formazione professionale, si impegnò nella sensibilizzazione nei campi della salute e nutrizione e combatté la dipendenza da alcol e da gioco. Nel 1901, la SSUP avviò il fondo per l'assistenza in danni naturali non assicurabili.
Dalla metà del XIX secolo, la SSUP ha ricevuto fondi tramite donazioni e lasciti. Nel XX secolo, il patrimonio gestito è aumentato costantemente da CHF 180.000 (1910) a CHF 5,7 milioni (1980) e CHF 63 milioni (2009). Ciò ha permesso alla SSUP di elargire sussidi e rendere il sostegno ad hoc una priorità. Allo stesso tempo, l'espansione delle strutture dello stato sociale e la mancanza di integrazione delle nuove forze di riforma socialiste hanno indebolito l'influenza politica del think tank conservatore, liberale e social-critico.

### Opere di welfare nel XX secolo
Nel XX secolo, la SSUP fondò diverse organizzazioni private di welfare: Pro Juventute nel 1912, Pro Senectute nel 1917, fondazione per la promozione dei municipi e delle case municipali nel 1918 e Pro Mente Sana nel 1978. Con la fondazione e il sostegno di conferenze e l'istituzione di una segreteria nel 1930, la SSUP contribuì alla comprensione in politica familiare (Swiss Family Protection Commission 1931, Pro Familia 1942), il coordinamento delle opere di welfare privato e la professionalizzazione del lavoro sociale. Nel 1932 ebbe inizio la conferenza nazionale svizzera per l'assistenza sociale (LAKO), che inizialmente assunse il compito di coordinare gli aiuti per i rifugiati e, nel 1942, diede inizio alla fondazione “Schweizer Berghilfe”. Nel 1934 venne istituita la fondazione dell'ufficio centrale d'informazione (ZEWO).
Negli anni '90 fu introdotto un nuovo orientamento che ha portato all'aumento della promozione del volontariato.

## Organizzazione

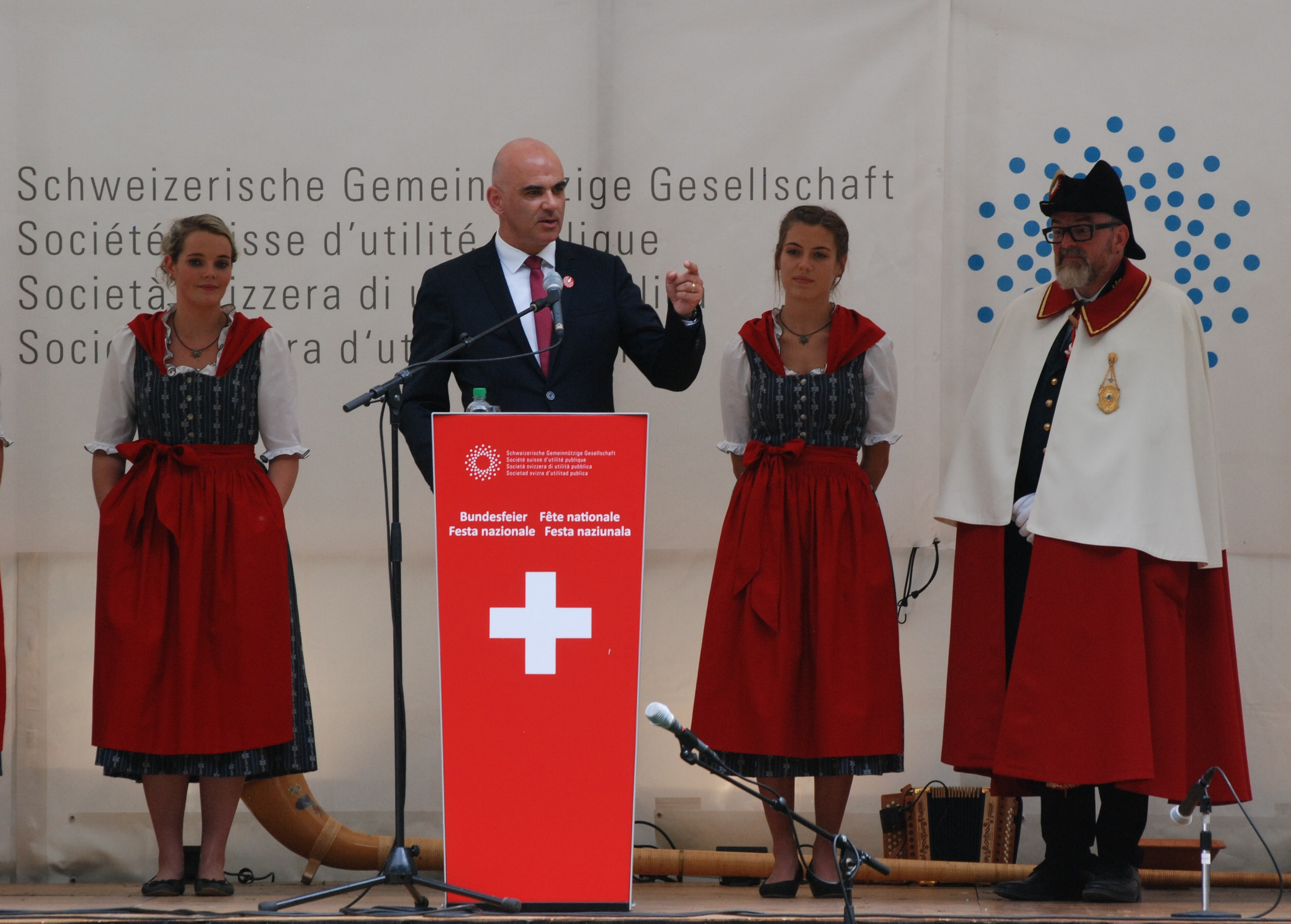
Il presidente Berset durante il suo discorso sul Rütli, 1º agosto 2018.

### Obiettivi della società
Secondo il suo statuto, la funzione della società è la promozione del benessere popolare, spirituale e materiale in Svizzera.

### Organi collegiali / Corpi
Le strutture della SSUP comprendono l'assemblea generale annuale di tutti i membri, due riunioni del Comitato centrale (ZK) composto da trenta membri e cinque ospiti permanenti, da sei a otto riunioni del consiglio, due riunioni della commissione di revisione aziendale (GPK) e riunioni regolari dell'ufficio della SSUP e i loro programmi e progetti. La SSUP è composta dalle seguenti commissioni specializzate: commissione delle risorse (comitato finanziario REKO), commissione cambio d'affari, commissione Job Caddy, commissione ricerca (KFF), delegazione Grütli (Rüdel) e commissione archivio.

### Presidenza
- 1998–2007 Judith Stamm[2]
- 2007–2011 Annemarie Huber-Hotz
- 2011–2020 Jean-Daniel Gerber
- 2020 Nicola Forster[3]

### Membri
Dal 1860 al 1890, la sua composizione contava circa 1.000 membri, tra cui pastori, politici esecutivi, imprenditori, commercianti ed esperti nel campo dell’istruzione. È aumentato dalle promozioni dopo il 1920 a 10.000. Nel 2015, la SSUP ha contato 1200 membri naturali e collettivi.

### Pubblicazioni
La SSUP ha pubblicato una rivista intitolata Revue de la Société suisse d'utilité publique, Rivista della società svizzera di pubblica utilità, Periodic svizzer ad ütil public, incentrata su questioni generali sociali e di beneficenza. Nel 2014, la rivista è stata sostituita da una newsletter online, che viene inviata quattro volte l'anno in tedesco e francese a circa 5.000 persone e organizzazioni. La relazione annuale viene inviata ai membri nella versione stampata e pubblicata insieme con il rapporto finanziario annuale nel sito internet della SSUP.

### Società senza scopo di lucro cantonali e regionali
Oltre alla SSUP, sono state istituite società indipendenti senza scopo di lucro in quasi tutti i cantoni. La SSUP lavora a stretto contatto con le società cantonali, regionali e locali senza scopo di lucro. Le società cantonali e regionali sono storicamente cresciute in modo molto diverso e hanno assunto varie forme. La Società del bene e della beneficenza di Basilea è un importante partner del settore pubblico nella politica sociale del cantone di Basilea e della società non profit del cantone di Zugo. La Società economica e di beneficenza bernese, ad esempio, è particolarmente importante per la popolazione contadina del cantone e non solo con il giornale Schweizer Bauer.
Nel 1830, la SSUP incoraggiò la formazione di associazioni di donne che si occupano dell'istruzione e della formazione della gioventù femminile. Verso la metà del XIX secolo, erano già state istituite 1.030 associazioni femminili senza scopo di lucro e nel 1888 fu fondata l'associazione svizzera delle donne senza scopo di lucro (SGF), che inizialmente si occupò della questione dell'educazione della gestione domestica.